# Армянский эйренис
Армянский эйренис (лат. Eirenis punctatolineatus) — вид змей из рода эйренисов семейства ужеобразных. В длину достигает до 49 см, не считая хвоста. Отличается рисунком из продольных рядов тёмных пятен, кзади сливающихся в линии. Распространён на горных склонах восточной части Малой Азии, Закавказья, северо-восточного Ирака и западного Ирана. Питается насекомыми и другими беспозвоночными. Ведёт скрытный образ жизни, большую часть тёплого времени года проводит под землёй. Зимовка длится с октября по март—апрель. Яйцекладущий вид. Выделяется два подвида, граница ареалов которых проходит по территории Ирана.

## Описание
Змея мелких размеров, достигающая длины тела без хвоста до 49 см. Масса тела составляет 10,6—12,2 г. Голова с тупо закруглённой мордой. Верхнегубных щитков 7, третий и четвёртый касаются глаза. Скуловой щиток лежит на втором верхнегубном и у некоторых особей касается третьего. Предглазничный щиток один, заглазничных два. Теменных щитков один в первом ряду и два во втором. Вокруг середины туловища 17 чешуй, чем отличается от ошейникового эйрениса, с которым может обитать совместно. Анальный щиток разделён. Хвост в 2,7—4,3 раза короче тела, покрыт 69—78 парами подхвостовых щитков у самцов и 55—68 парами у самок.
Верх тела оливково-серый, светло-бурый, розовато-рыжий или медно-красный, реже тёмно-коричневый. Центр каждой чешуйки светлее, особенно на хвосте и боках туловища. Вдоль тела проходит 8—10 рядов мелких тёмно-серых или чёрных пятен, которые в задней половине туловища и на хвосте сливаются с образованием прямых линий, проходящих по границам чешуек. Затылочная полоса отсутствует. Низ тела серовато-белый, розоватый или светло-оранжевый. Молодые эйренисы с симметрично расположенными чёткими вытянутыми вдоль чёрными пятнами на голове, а крупные пятна на шее у них обрамлены светлыми каёмками.
Кариотип диплоидный, представлен 16 макрохромосомами и 18 микрохромосомами. При этом у самцов и самок состав макрохромосом отличается: у самок они представлены 7 метацентрическими, 4 субметацентрическими, 3 субтелоцентрическими и 2 акроцентрическими, а у самцов — метацентрических хромосом три, а субтелоцентрических — две.

## Ареал и места обитания
Встречается на востоке и юго-востоке Турции, юге Армении и Азербайджана, западе Ирана и возможно на северо-востоке Ирака на высоте до 2000 м над уровнем моря. Обитает на промежуточной высоте между ошейниковым и смирным эйренисами. Занимает пологие сильно каменистые горные склоны и полупустынные участки с редкими ксерофитными травами и кустарниками.

## Питание
Питается насекомыми, такими как прямокрылые, жесткокрылые и личинки чешуекрылых, паукообразными, многоножками, моллюсками и другими беспозвоночными, которые обычно обитают под камнями.
Пищевое поведение схоже с ящерицами: эйренис отводит в сторону приподнятую голову, и, широко открыв рот, быстро хватает насекомое и проглатывает его на весу.

## Жизненный цикл
После выхода из зимовки в конце марта — начале апреля эйренисы подолгу греются на камнях, в случае опасности забираясь под них и сворачиваясь. С июня по сентябрь на поверхности почти не встречается, хотя может попадаться под камнями после сильных дождей. На зимовку уходит не ранее второй половины октября. Яйца откладывает в конце июля. В кладке 3—8 яиц. Молодые особи выходят из яиц в сентябре, достигая длины до 11,5 см.

## Численность и природоохранный статус
Вид изучен слабо, однако в целом считается многочисленным. В некоторых районах, например в Разданском ущелье в Армении, популяции могут достигать высокой плотности.
В связи с широким распространением и предположительно высокой численностью Международный союз охраны природы отнёс вид к категории «вызывающих наименьшие опасения». Охраняется в Хосровском заповеднике и заповеднике Эребуни в Армении, Шахбузском заповеднике в Азербайджане и нескольких охраняемых территориях в Турции и Иране.

## Систематика
По данным Reptile Database выделяется 2 подвида:
- Eirenis punctatolineatus condoni (Boulenger, 1920) — распространён в Иране от южного Загроса и его западных предгорий до остана Керман на востоке.
- Eirenis punctatolineatus punctalineatus (Boettger, 1892) — обитает в центральной и восточной Турции, Армении, южном Азербайджане и в северном, западном и центральном (через Эльбурс до северного Хорасана) Иране.